# 關鍵 (崇禎進士)
關鍵，字六鈐，号蕉鹿，浙江钱塘县人。明朝政治人物。同進士出身。

## 生平
崇禎十二年（1639年）己卯科浙江鄉試，崇祯十六年（1643年），登癸未科进士，崇禎十七年授丹徒縣知縣，設立水柵禽拿巨盜鄧七。
明亡，擁立南明弘光政權，數月後即弃官归乡。归隐四十四年，绝口不言世事，不与清朝權貴交通。卒年七十九岁。